# Delamarephorura
Genre
Delamarephorura est un genre de collemboles de la famille des Tullbergiidae.

## Distribution
Les espèces de ce genre se rencontrent en Afrique et en Asie du Sud-Est.

## Liste des espèces
Selon Checklist of the Collembola of the World (version du 16 septembre 2019) :
- Delamarephorura bedosae (Thibaud, 2002)
- Delamarephorura capensis Janion, Deharveng & Weiner, 2013
- Delamarephorura salti (Delamare Deboutteville, 1953)
- Delamarephorura szeptickii Barra & Weiner, 2009
- Delamarephorura tami Janion, Deharveng & Weiner, 2013

## Étymologie
Ce genre est nommé en l'honneur de Claude Delamare Deboutteville.

## Publication originale
- Weiner & Najt, 1999 : New genus of Tullbergiinae (Collembola). Annales de la Société Entomologique de France, vol. 38, no 2, p. 183-187.